# 塞勒河畔韦尔
塞勒河畔韦尔（法語：Vers-sur-Selle，法語發音：[vɛʁ syʁ sɛl]）是法国上法蘭西大區索姆省的一个市镇，属于亚眠区。

## 地理
塞勒河畔韦尔（49°50'29"N, 2°13'53"E）面积11.18 平方千米，位于法国上法蘭西大區索姆省，该省份为法国北部沿海省份，北起加来海峡省和北部省，西接滨海塞纳省和大西洋英吉利海峡，南至瓦兹省，东临埃纳省。
与塞勒河畔韦尔接壤的市镇（或旧市镇、城区）包括：塞勒河畔巴库埃勒、克莱里-索尔舒瓦、克勒兹、迪里、埃贝库尔、普拉希-比永、萨勒。

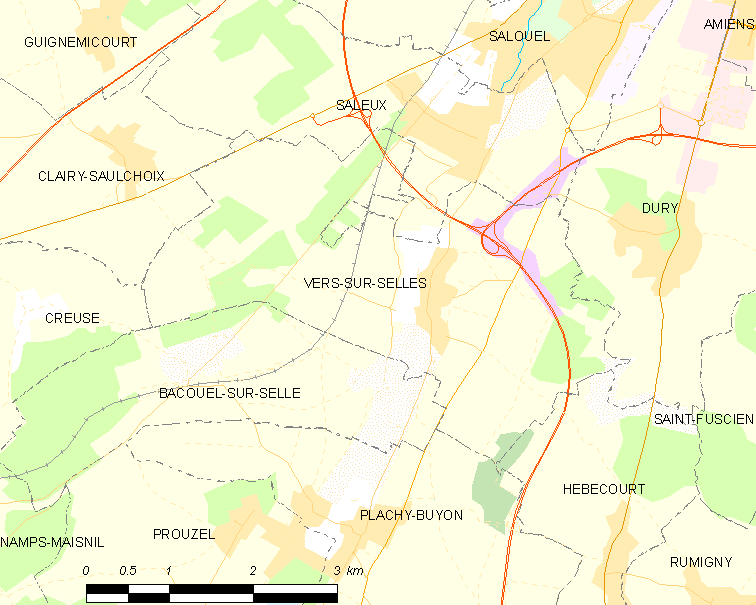
塞勒河畔韦尔的OSM定位图

塞勒河畔韦尔的时区为UTC+01:00、UTC+02:00（夏令时）。

## 行政
塞勒河畔韦尔的邮政编码为80480，INSEE市镇编码为80791。

## 政治
塞勒河畔韦尔所属的省级选区为亚眠第七县。

## 人口

1962-2008年间塞勒河畔韦尔人口变化图示

塞勒河畔韦尔于2022年1月1日时的人口数量为862人。